# Кэмп-Мираж
Кэмп-Мира́ж (англ. Camp Mirage) — передовая оперативная база (ПОБ) Канадских вооружённых сил (КВС), расположенная в пустыне около Дубая в Объединённых Арабских Эмиратах.

## История
Кэмп-Мираж был открыт осенью 2001, главным образом, с целью поддержки канадских войск, выполнявших задания в этом регионе. Эта база является составной частью поддерживающего элемента. Она выполняет также ряд других заданий, не упоминаемых по политическим причинам и из соображений безопасности.
Точное расположение лагеря Кэмп-Мираж и характер его деятельности не раскрываются канадским министерством национальной обороны (МНО). Ряд источников, однако, сообщает, что он может находиться на арабской базе Эль-Минхад (25°01′37″ с. ш. 55°22′15″ в. д.). В Кэмп-Мираже, возможно, также размещаются Австралийские и Новозеландские силы обороны.
Вооружение Кэмп-Миража включает в себя:
- CC-130 Геркулес, тактические транспортные самолёты